# Shigeo Kishibe
Shigeo Kishibe (岸辺 成雄, Kishibe Shigeo), 6 juin 1912 – 4 janvier 2005, est un musicologue japonais spécialiste de la musique de l'Asie de l'Est.

## Biographie
Kishibe naît dans le quartier Jinbōchō de l'arrondissement Chiyoda Tokyo, fils de Fukuo Kishibe, pédagogue et auteur de livres pour la jeunesse. Il se familiarise avec la musique par le biais des histoires qu'écrit son père, enregistre son premier disque et se produit sur scène à l'âge de 9 ans (à l'occasion de sa seijin shiki) et passe à la radio pour la première fois à l'âge de 14 ans. Adolescent, il est fasciné par l'histoire de l'Asie et rencontre à cette époque Hisao Tanabe, l'éminent spécialiste de la musique japonaise et asiatique. En avril 1933, il s'inscrit au département d'histoire de l'Asie de la faculté des lettres de l'université impériale de Tokyo où il poursuit ses études auprès de Hiroshi Ikeuchi. Il est diplômé en 1936 avec une thèse portant sur les systèmes modaux des musiques populaires des dynasties Sui et Tang.
Une fois diplômé, il est cofondateur (avec Tadasumi Iida) d'une nouvelle société académique consacrée à l'étude de la musique de l'Asie de l'Est, la Tōyō Ongaku Gakkai (« Société de recherche de la musique asiatique »). Pendant cette période, il est financé par des subventions de l'Académie impériale et de la Fondation Keimei et est actif dans la recherche sur le terrain colonial en Corée (1941) et en Chine (1943). Au cours de ces visites, il découvre les formes encore existantes a-ak et yayue ainsi que les formes théâtrales et instrumentales populaires. Dans les années 1940, il enseigne dans le secondaire et donne des conférences sur l'histoire de la musique asiatique et japonaise.
De 1949 à 1973, il est enseignant à l'université de Tokyo, d'abord en tant que professeur associé puis en tant que professeur titulaire après 1961 et enfin professeur émérite à sa retraite. Il continue d'enseigner pendant sa retraite en tant que professeur à l'université Teikyō jusqu'en 1994. Il est également conférencier auprès de nombreuses autres universités, dont l'université des arts de Tokyo, l'université Soai pour femmes, l'université de Niigata, l'université de Hirosaki et l'université Waseda. Il est aussi chercheur à l'institut de recherche de Tokyo sur le patrimoine culturel (en). En 1957–58, 1962–63 et 1973–74, il visite les États-Unis et occupe des postes de visiteur à l'université Harvard, à l'université de Californie à Los Angeles, à l'université de Hawaii, à l'université de Washington et à l'université Stanford. Il occupe également des postes de consultant en recherche musicale auprès de plusieurs organisations internationales. En 1982, il est décoré de l'Ordre du Soleil levant de troisième classe.
En 1941 il épouse Yori Sasaki dont il a trois enfants. Il est par ailleurs excellent joueur de koto et de shamisen. Il est décoré de l'Ordre du Trésor sacré de quatrième classe en 1992.

## Recherche
Son ouvrage consacré aux institutions musicales de la dynastie Tang, Tōdai ongaku no rekishiteki kenkyū: Gakusei-hen (唐代音楽の歴史的研究) est couronné par le prix de l'Académie des sciences du Japon en 1961. Son dernier ouvrage, Edo jidai no kin-shi monogatari (江戸時代の琴士物語) (« Contes des joueurs de qin (guqin) au cours de l'époque d'Edo »), est couronné par le prix Hisao Tanabe.
Bien que l'essentiel de ses recherches est de nature historique et traite de la musique très ancienne, il mène également des travaux sur le terrain dans différentes régions du Japon, de Chine et d'autres parties de l'Asie. Pour ses étudiants, il souligne l'importance d'avoir une expérience pratique de la musique étudiée. Lui-même est interprète de musique gagaku (shō et hichiriki), de nōkan, de nagauta, d'itchu-būshi et de guqin chinois.